# Relações entre Croácia e Sérvia
As relações entre Croácia e Sérvia são as relações diplomáticas estabelecidas entre a Croácia e a Sérvia. De 1918 a 1991, ambos os países fizeram parte da Iugoslávia. Entretanto, atualmente compartilham 241 quilômetros de fronteira comum. Pelo censo croata de 2011, havia 186.633 pessoas de descendência sérvia vivendo na Croácia e pelo censo sérvio do mesmo ano, existiam 57.900 pessoas de ascendência croata vivendo na Sérvia. Conflitos e controvérsias duradouras incluem o caso de genocídio Croácia-Sérvia, que poderá custar ao Estado acusado (se for dado um veredicto de culpado) uma debilitante multa multibilionária pela maioria dos custos de reparação da guerra dos anos 1990.  Outras disputas duradouras menores incluem disputas fronteiriças pela Ilha de Šarengrad e Ilha de Vukovar.

## História

### Segunda Guerra Mundial
Durante a Segunda Guerra Mundial, a atual Croácia foi governada pelo governo Ustaše pró-Eixo, que buscava uma limpeza étnica dos sérvios em todos os territórios controlados pelo Estado Independente da Croácia. Após a vitória dos partisans iugoslavos na Frente Iugoslava, os Ustaša e os Chetniks foram eliminados e os dois países se tornaram parte da República Socialista Federativa da Iugoslávia.

### Guerra da Independência
O período de 1991 a 1995 foi marcado pela Guerra de Independência da Croácia.  A auto-proclamada República Sérvia da Krajina, criada como um Estado-nação para os sérvios que vivem no território croata, foi ocupada pelos remanescentes do Exército Popular Iugoslavo (a partir da Sérvia e Montenegro) de 1991 a 1992 e foi apoiada pela República Federal da Iugoslávia, através do apoio militar.  A razão para que a República Federal da Iugoslávia apoiasse a República Sérvia da Krajina contra as forças croatas foram os interesses comuns na defesa do status quo de manter os sérvios étnicos da antiga república iugoslava em territórios unidos, seja no interior do estado iugoslavo existente ou como Estados satélites que serviam como proxies para Belgrado. 

## Relações do pós-guerra
Após o fim da Guerra de Independência da Croácia, os dois países estabeleceram relações diplomáticas em 9 de setembro de 1996. A Croácia entrou com uma ação de genocídio contra a Sérvia na Corte Internacional de Justiça, em 1999, e depois que Zagreb recusou pedidos para retirá-la, Belgrado apresentou um contra processo em 2010.  A Croácia tem uma embaixada em Belgrado e um consulado geral em Subotica. A Sérvia tem uma embaixada em Zagreb e dois consulados gerais, um em Rijeka e um em Vukovar.